# Nicolau de Tolentino
Nicolau de Tolentino O.S.A. (Sant'Angelo in Pontano, 1245 - Tolentino, 10 de setembro de 1305) foi um padre e místico cristão italiano.

## Biografia
Nicolau entrou para a Ordem dos Agostinhos em 1256 e e foi ordenado sacerdote, em 1269, em Cingoli. Após seis anos de peregrinações por várias cidades, teve morada e passou a dedicar sua vida ao apostolado definitivamente em Tolentino.
Aí focou-se na meditação assim como no cuidado dos doentes e necessitados.
Era muito rigoroso consigo mesmo, com o desapego absoluto dos bens terrenos e a modéstia profunda, e chegava ao ponto de reduzir o sono a três ou quatro horas para dedicar-se a oração, estando perto de outros místicos cristãos no contacto com os seus atributos divinos.
São Nicolau de Tolentino morreu no dia 10 de setembro de 1305. Quarenta anos, após sua morte, o seu  corpo foi encontrado incorrupto. Tendo sido, nesta ocasião, cortado os seus braços, daí jorrou copioso sangue. Seus restos mortais depois foram preservados na Basílica de São Nicolau, em Tolentino e aí, desde o século XV, os braços amputados do santo foram conservados em custódias de prata e tiveram periódicas efusões de sangue.
O processo de canonização iniciou-se vinte anos após sua morte e teve conclusão em 1446, tendo sido declarados autênticos trezentos e um milagres. 
São Nicolau de Tolentino é considerado o protetor das almas do Purgatório e invocado pelos que sofrem injustiças ou são oprimidos na vida da sua liberdade, assim como protetor dos recém-nascidos e da infância, da "boa morte" e também contra os incêndios e epidemias.

## Ligações exteriores
- S. Nicolau de Tolentino, catolicanet.com
- La Basilica di San Nicola a Tolentino